# Treskovník novozélandský
Treskovník novozélandský (Macruronus novaezelandiae), zvaný též hoki, je druh mořských ryb. Vyskytuje se ve vodách jižní Austrálie a Nového Zélandu v hloubce 10 až 1000 metrů. Délka této ryby se pohybuje v rozpětí 60–120 cm. Maso má bílou barvu.